# FC Vítkovice
Der FC Vítkovice war ein tschechischer Fußballverein aus Ostrava.

## Vereinsgeschichte
1919 wurde in der Stadt Vítkovice, die 1924 nach Moravská Ostrava eingemeindet wurde, der SK Slavoj Vítkovice gegründet.
1943 und 1946 verpasste der Verein nur knapp den Aufstieg in die höchste Spielklasse, dies gelang 1949. Der Aufsteiger spielte bis zum vorletzten Spieltag um den Meistertitel mit und wurde am Ende Vierter. Mit 22 Toren wurde Josef Bican Torschützenkönig. 1952 wurde der Tschechoslowakische Fußball durch das kommunistische Regime reorganisiert, ZSJ Vítkovické železárny musste die erste Liga trotz Rang neun verlassen. 1963 verpasste Vítkovice den Aufstieg in die 1. Liga aufgrund eines einzigen Tores.
Erst 1981 schaffte TJ Vítkovice, so hieß der Verein inzwischen, den Aufstieg. Völlig überraschend wurde Vítkovice 1986 Tschechoslowakischer Meister. Im Europapokal der Landesmeister 1986/87 besiegte die Mannschaft zunächst Paris Saint-Germain, scheiterte in der 2. Runde aber am späteren Sieger FC Porto. In jener Saison wurde Vítkovice Vizemeister und erreichte 1987/88 im UEFA-Pokal das Viertelfinale.
An diese erfolgreiche Zeit konnte der Verein seitdem nie wieder anknüpfen und stieg 1994 aus der 1. Liga ab. Er fusionierte mit Kovona Karviná zum FC Karviná-Vítkovice. Nach nur einem Jahr wurde die Fusion wieder gelöst, Vítkovice startete nur in der MSFL, der 3. Liga, stieg aber gleich wieder auf. Seit 1996 spielt der FC Vítkovice ununterbrochen in der 2. Liga. In der Saison 2009/10 stieg der FC als Tabellenletzter aus der 2. Liga ab und trat in der Saison 2010/11 zunächst in der dritthöchsten Spielklasse im tschechischen Fußball, der MSFL, an. Am 9. Februar 2011 meldete der Verein insolvenz an und nahm in der Saison 2011/12 am Spielbetrieb der Divize D teil. Nach der Saison 2011/2012 ging der Verein pleite und verschwand aus dem Vereinsregister. Einige Spieler und Teile des Vorstands gründete dann im Juli 2012 den Nachfolgerverein MFK Vítkovice.

## Erfolge
- Tschechoslowakischer Meister 1985/86
- Tschechoslowakischer Vizemeister 1986/87
- Tschechischer Pokalfinalist 1987/88

## Europapokalbilanz
| Saison  | Wettbewerb                    | Runde         | Gegner              | Gesamt          | Hin     | Rück          |
| ------- | ----------------------------- | ------------- | ------------------- | --------------- | ------- | ------------- |
| 1986/87 | Europapokal der Landesmeister | 1. Runde      | Paris Saint-Germain | 3:2             | 2:2 (A) | 1:0 (H)       |
| 1986/87 | Europapokal der Landesmeister | 2. Runde      | FC Porto            | 1:3             | 1:0 (H) | 0:3 (A)       |
| 1987/88 | UEFA-Pokal                    | 1. Runde      | AIK Solna           | 3:1             | 1:1 (H) | 2:0 (A)       |
| 1987/88 | UEFA-Pokal                    | 2. Runde      | Dundee United       | 3:2             | 2:1 (A) | 1:1 (H)       |
| 1987/88 | UEFA-Pokal                    | 3. Runde      | Vitória Guimarães   | 2:2 (5:4 i. E.) | 0:2 (A) | 2:0 n. V. (H) |
| 1987/88 | UEFA-Pokal                    | Viertelfinale | Espanyol Barcelona  | 0:2             | 0:2 (A) | 0:0 (H)       |

Gesamtbilanz: 12 Spiele, 5 Siege, 4 Unentschieden, 3 Niederlagen, 12:12 Tore (Tordifferenz ±0)

## Vereinsnamen
Gegründet 1919 als SK Slavoj Vítkovice gab es die erste Umbenennung 1922 in SK Vítkovice. Schon 1923 benannte sich der Verein in SSK Vítkovice um. Zwischen 1937 und 1939 hieß der Verein SK Železárny Vítkovice, von 1939 bis 1945 ČSK Vítkovice. Von 1945 bis 1948 trug der Klub den Namen SK Vítkovické železárny, 1948/49 hieß er Sokol Vítkovické železárny. Von 1949 bis 1953 nannte man sich ZSJ Vítkovické železárny, ab 1953 bis 1957 TJ Baník Vítkovice. Von 1957 bis 1979 hieß der Verein TJ VŽKG Vítkovice. 1979 bis 1993 lautete die Bezeichnung TJ Vítkovice. 1993/94 firmierte der Klub unter FC Vítkovice Kovkor. Nach der Fusion mit FK 1. máj Karviná hieß der Klub 1994/95 FC Karviná-Vítkovice. Seit 1995 heißt der Verein FC Vítkovice.

## Trainer
- Martin Pulpit (1998–1999)
- Bohuš Keler (2003)
- Václav Daněk (2004, 2005–2006)
- Alois Grussmann (2007–2008)
- Vlastimil Palička (2008–2009)

## Spieler
- Miroslav Kadlec (1983–1984, 1986–1990)
- Jaroslav Zápalka (19??–1989)